# 伊内斯·盖斯勒
伊内斯·盖斯勒（德語：Ines Geißler，1963年2月16日—），德国女子游泳运动员，主攻蝶泳。她曾代表东德参加1980年夏季奥林匹克运动会游泳比赛，获得女子200米蝶泳金牌。